# Malakichthys barbatus
Malakichthys barbatus är en fiskart som beskrevs av Yusuke Yamanoue och Kenzo Yoseda 2001. Malakichthys barbatus ingår i släktet Malakichthys och familjen Acropomatidae. Inga underarter finns listade i Catalogue of Life.